# Omid Najafi
Omid Najafi (* 12. März 1988 in Traben-Trarbach) ist ein deutscher Politiker (AfD) und seit dem 8. November 2022 Landtagsabgeordneter im Niedersächsischen Landtag.

## Leben
Najafi, dessen Eltern aus dem Iran stammen, wuchs in Hannover auf. Nach dem Abitur an der Leibnizschule studierte er vier Semester Betriebswirtschaftslehre. Er gründete eine Promotionfirma, arbeitete in einem IT-Betrieb und ist seit 2019 als privater Börsenhändler tätig.
Ende 2021 trat Najafi der AfD bei. Bei der Landtagswahl 2022 wurde er über Platz 14 der AfD-Landesliste in den Niedersächsischen Landtag gewählt. Im Landtag ist er als wirtschaftspolitischer Sprecher seiner Fraktion vorgesehen.
Omid Najafi ist ledig und lebt in Hannover.